# Sony Ericsson S312
索尼爱立信S312手机是Sony Ericsson旗下一部低階入門款手機，與W205同時推出，但早W205於2009年6月9日發售。

## 主要規格
- 大小：100 x 46 x 12.5 毫米
- 重量：80.0 克
- 屏幕：176x220像素 260000色 (TFT)
- 外型：直立式手機
- 電池：930mAh鋰聚合物電池 (BST-38)
- 顏色：深藍/銀/粉紅
- 記憶體：內置15MB(可擴充至M2 4GB)

## 使用系統
- 制式：GSM雙頻

## 數位功能

### 拍攝功能
S312擁有200萬像素CMOS感光元件，並內建LED閃光燈，且有連拍模式(僅限用VGA品質拍攝)、Photo Fix、相片部落格等功能。
值得一提的是，S312有獨立出錄影按鍵，可於待機直接切換至錄影模式。

### 音樂功能
採用Walkman播放器，但沒有使用XMB媒體介面，支援MP3、AAC等音樂檔案，以及AD2P技術，但是隨機並不附耳機。
且不支援MegaBass，但內建BASS++和TREBLE++等化器。
內建FM收音機，且支援TrackID。

## 傳輸功能
- 藍芽、USB、隨身碟
- 互聯網連接：EDGE、GPRS
- MMS